# Baélls
Baélls település Spanyolországban, Huesca tartományban. Baélls Alcampell, Benabarre, Castillonroy, Estopiñán del Castillo, Peralta de Calasanz, Camporrélls és Albelda községekkel határos. Lakosainak száma 90 fő (2024).

## Népesség
A település lakosságának változását az alábbi diagram mutatja:
| Lakosok száma | 147  | 134  | 125  | 119  | 114  | 113  | 105  | 104  | 94   | 90   |
|               | 2001 | 2004 | 2006 | 2009 | 2011 | 2014 | 2016 | 2019 | 2021 | 2024 |